# Unapologetically
Unapologetically es el segundo álbum de estudio de la cantante estadounidense de Música Country Kelsea Ballerini. Fue lanzado el 3 de noviembre del 2017 por Black River Entertainment. Ballerini anunció el título y la fecha de lanzamiento del álbum el 25 de julio de 2017. En agosto, la lista de canciones del álbum se reveló por primera vez a los fanáticos durante un evento de registro de cuatro días a través de la aplicación móvil Swarm.

## Lista de canciones
| N.º   | Título              | Duración |  |
| 1.    | «Graveyard»         | 3:46     |  |
| 2.    | «Miss Me More»      | 3:12     |  |
| 3.    | «Get Over Yourself» | 3:20     |  |
| 4.    | «Roses»             | 2:57     |  |
| 5.    | «Machine Heart»     | 3:09     |  |
| 6.    | «In Between»        | 3:29     |  |
| 7.    | «High School»       | 3:55     |  |
| 8.    | «End of the World»  | 3:28     |  |
| 9.    | «I Hate Love Songs» | 3:11     |  |
| 10.   | «Unapologetically»  | 3:38     |  |
| 11.   | «Music»             | 3:23     |  |
| 12.   | «Legends»           | 4:03     |  |
| 41:31 |                     |          |  |

- Datos: Q39047218